# جاك غينست
جاك غينست هو طبيب كندي، ولد في 29 مايو 1919 في مونتريال في كندا، وتوفي بنفس المكان في 5 يناير 2018.